# Thomas Roberts
Pour les articles homonymes, voir Thomas Roberts (homonymie) et Roberts.
Thomas Roberts, né en 1902 et mort en 1983, est un pasteur de l'Église apostolique du Pays de Galles ; exerçant son ministère itinérant en France à partir de 1926, il est très vite impliqué dans des actions œcuméniques.

## Biographie
En 1926, le pasteur Thomas Roberts est envoyé par l'Église apostolique du Pays de Galles pour exercer son ministère de pasteur en France. Il s'installe d'abord dans la Drôme pour apprendre le français. Il parvient à y fonder l’Église apostolique, s'inscrivant dans le pentecôtisme émergent. Il s'installe à Chalon-sur-Saône,.
En 1934, il rencontre Louis Dallières, pasteur de l'Église réformée, qui le rapproche à la fois du protestantisme historique, du catholicisme et des racines juives du christianisme. En 1936, il dessert pour un temps une église réformée située à Paris,. En 1940, la guerre arrivant, il refuse de rentrer en Angleterre et reste en France occupée, disant : « J'ai été envoyé par Dieu en France, je ne vais pas m'en aller quand elle est en danger ».
En 1946, il fonde avec les Diaconesses de Reuilly et le pasteur Louis Dallières un groupe de prière à visée œcuménique, l’Union de prière de Charmes. L'émergence du Renouveau charismatique s'apparente à ses yeux à une seconde vague du pentecôtisme, touchant d'abord les Églises protestantes traditionnelles, puis l'Église catholique. Il perçoit ce courant comme une chance pour promouvoir l'unité des chrétiens, et organise dès 1968 une convention charismatique interconfessionnelle, d'abord à Chalon, puis à Gagnières, dans le Gard,. D'autre part, il dispose d'infrastructures liées à son ministère de pasteur itinérant, et n'hésite pas à les prêter à des communautés catholiques, en particulier le Chemin Neuf ou même l'Emmanuel.
En 1956, il s'associe avec La Porte Ouverte, groupe de prière fondé par Albert Burckhardt ; c’est dans le cadre de cette association itinérante qu'il participe à la première convention charismatique en 1971, à laquelle participent également notamment le pasteur pentecôtiste David du Plessis ou Albert-Marie de Monléon, futur évêque de Meaux.
En 1972, il parvient à intégrer l'Église apostolique au sein de la Fédération protestante de France, ce qui constitue une première pour une dénomination pentecôtiste en France.
Peu avant sa mort, il est un des principaux invités au rassemblement charismatique européen de Strasbourg, qui se déroule au stade de la Meinau en 1982, avec environ 20 000 participants,.

## Influences
Thomas Roberts est surnommé « l'évangéliste œcuménique ». Son premier souci d'unité se manifeste envers les Églises protestantes, afin de rechercher une unité visible du monde protestant, au moins français.
Au-delà de cette recherche d'unité intra-protestante, Thomas Roberts est très intéressé par l'émergence du Renouveau charismatique dans l'Église catholique, et cherche à favoriser l'œcuménisme à cette occasion. Il est très présent aux débuts de certaines des communautés nouvelles fondées au milieu des années 1970, en particulier le Chemin Neuf et les Béatitudes.
Outre l'aspect purement œcuménique de son exhortation, Thomas Roberts accorde également une place considérable à l'influence du judaïsme sur le christianisme et, conséquemment, une place considérable aux relations entre chrétiens et Juifs. Ainsi, en 1973, il instaure dans les rassemblements œcuméniques et protestants auxquels il participe des ateliers concernant la religion juive. Il choisit d'instaurer en 1984, année durant laquelle la fête de Pâques est fêtée le même jour chez les orthodoxes et les chrétiens occidentaux, la première des « montées vers Jérusalem », pèlerinage qu'il veut annuel, à la fois œcuménique et visant à une réconciliation judéo-chrétienne. Sa mort un an avant n'empêche pas ce pèlerinage d'avoir lieu,.